# Comuna de Garbatka-Letnisko
Garbatka-Letnisko (polaco: Gmina Garbatka-Letnisko) é uma gminy (comuna) na Polónia, na voivodia de Mazóvia e no condado de Kozienicki. A sede do condado é a cidade de Garbatka-Letnisko.
De acordo com os censos de 2004, a comuna tem 5331 habitantes, com uma densidade 72 hab/km².

## Área
Estende-se por uma área de 74,01 km².

## Demografia
Dados de 30 de Junho 2004:
|                      | Total   | Total | Mulheres | Mulheres | Homens  | Homens |
| -------------------- | ------- | ----- | -------- | -------- | ------- | ------ |
|                      | pessoas | %     | pessoas  | %        | pessoas | %      |
| População            | 5331    | 100   | 2736     | 51,3     | 2595    | 48,7   |
| Densidade (pop./km²) | 72      | 100   | 37       | 37       | 35,1    | 35,1   |

De acordo com dados de 2002, o rendimento médio per capita ascendia a 1284,13 zł.

## Comunas vizinhas
- Gniewoszów, Kozienice, Pionki, Policzna, Sieciechów